# فالسالوبري
بلدية فالسالوبري (بالإسبانية: Valsalobre)‏، هي إحدى بلديات مقاطعة قونكة إحدى مقاطعات إسبانيا، و التي تقع في منطقة قشتالة لا منتشا وسط البلاد، والمائلة لجهة الشرق من إسبانيا، ويبلغ عدد سكانها 67 نسمة وفقاً لإحصائية سنة (2004).